# Falun (gemeente)
Falun is een Zweedse gemeente in Dalarna. De gemeente behoort tot de provincie Dalarnas län. Ze heeft een totale oppervlakte van 2289,1 km² en telde 54.994 inwoners in 2004.

## Plaatsen

### Tätorter
- Falun (stad)
- Bjursås
- Grycksbo
- Svärdsjö
- Sundborn
- Linghed
- Enviken
- Sågmyra
- Bengtsheden
- Danholn
- Vika
- Toftbyn

### Småorter
| - Lumsheden - Övertänger - Kniva - Bergsgården - Olsbacka, Åkern en Karlsvik - Stråtenbo - Smedsbo - Aspeboda - Österå - Karlsbyheden, Finngärdet en Karlsbyn - Andersbo en Sågsbo - Sörbo - Hökviken - Stråtjärn en Gunnarsbo - Rexbo, Morsveden en Svedjelund - Yttertänger - Hobborn en Boda - Slaggen - Strand (Falun) | - Enviksbyn - Kvarntäkt - Kårtäkt - Österbyn en Östansjö - Blixbo - Gopa - Östantjärna en Färnviken - Jägarvet - Vintjärn - Näset (Falun) - Svartnäs - Böle (Falun) |